# Diplexer
En diplexer er et passivt elektronisk kredsløb, som anvender frekvens-domæne multiplexing. To porte (fx L og H) bliver multiplexet til en tredje port (fx S). Signalerne på portene L og H indeholder disjunkte frekvensbånd.
En diplexer multiplekser to porte til én port, men mere en to porte kan multiplekses. En tre-port til én-port multiplekser kaldes for en triplexer - og en fire-port til én-port multiplekser kaldes quadplexer eller quadruplexer.
En typisk diplexer kan have omkring 30 dB isolation mellem de to porte L og H. Denne isolation er tilstrækkelig til mange anvendelser.

## Danske termer
På dansk anvendes der mange navne for tv og radio frekvens multipleksere:
- samlefilter[2]
- skillefilter[3]
- antennesamler (flertydigt)[4]
- antenne combiner (flertydigt)[4]
- antennefilter[5]
- mastefilter[6]

Samlefilter eller skillefilter beregnet til jordnet-tv og radio kan have indgange for VHF bånd I (afviklet), VHF bånd II (FM-båndet), VHF bånd III og TV UHF. Nogle har endda flere indgange til enkelt kanaler fx VHF kanal 5 eller UHF kanal 31. Det anvendes når man har brug for flere UHF antenner som skal pege i hver deres retning og hver antenne modtager en eller flere kanaler, som ikke overlapper med de andre UHF antenner.